# 信長の野望Internet
『信長の野望Internet』（のぶながのやぼう・いんたーねっと）は、1998年にコーエー（現・コーエーテクモゲームス）から発売されたWindows用歴史シミュレーションゲーム。「信長の野望シリーズ」の1つである。コンピュータ相手に1人でのプレイも可能だが、インターネットによる通信対戦を前提とした造りになっている。
グラフィックやサウンド面などではシリーズ第7作『信長の野望・将星録』をベースにしており、また発売されたのも『将星録』と『烈風伝』の間であるが、本作は番外編とされることが多く、『烈風伝』が第8作として扱われる。

## 内容

### 概要
プレイヤーは戦国大名から1人を選び、全国統一を目指す。これはシリーズ共通である。
全プレイヤー同時ターン制が本作の特徴となっている。これはネット対戦での待ち時間が長くなることを防ぐためで、コマンド選択に制限時間が設けられている。画面下に青いバーが表示され、それがなくなると、たとえ入力途中でも強制的にターンが終了することとなる。
武将の顔グラフィックはほとんどが『将星録』のものの流用だが、一部の武将は新しく描き直されている。それまでの作品で採用されているものとはイメージがやや異なり、後の作品にもあまり引き継がれることはなかった。

### ゲームの進行
1ターンは「内政」フェイズと「戦闘」フェイズで構成されており、ユニットの配置は内政時にしか、移動は戦闘時にしかできない。
「内政」フェイズでは3回コマンドを実行することができる。ユニットの配置（出陣）も1つ配置する毎に1回コマンドを実行する必要がある。ユニットは最大5部隊まで配置できる、複数の武将がいる場合、1武将ずつにして小部隊を複数作ることも、まとめて大部隊を1ユニット作ることもできる。
一方、「戦闘」フェイズではユニットを3回まで動かすことができる。1ユニットを3回動かしても、3ユニットを1回ずつ動かしてもいい。索敵の概念があり、範囲外に敵ユニットがいても分からないので、奇襲に注意する必要がある。所有者不在の城や港はユニットを移動させるだけで占領できる。敵の城を攻める場合、いきなり攻めることもできるが、そうすると「人気」が下がる。「人気」は『烈風伝』以降での「威信」「名声」などに類似しており、「人気」が高いと部隊戦力も高くなる。外交により宣戦布告してから攻めれば人気は下がらない。人気は朝廷工作でも上がる。
敵部隊及び敵の城・港などの施設の攻め方は2種類ある。一つは自部隊により直接攻撃を仕掛ける方法、もう一つは自部隊2つで敵部隊あるいは敵施設を挟んで包囲する方法である。敵施設の場合は自部隊と、近くに建設した支城とで挟むこともできる。敵施設の士気が0になればその施設を占領できる。
支配下の領土にある施設に応じて収入などが増え、それをもとに更に戦略を展開していく。このように「内政」フェイズと「戦闘」フェイズを繰り返してゲームを進めていき、最後に残ったプレイヤーが勝者となる。

### 書状システム
外交手段としては外交相手のみに書状を送って交渉することができる。もちろん普通に外交を行うこともできるが、偽書状、つまり他プレイヤーを騙って書状を出したり、書状を奪って内容を書き換えたりして、撹乱を図ることもできる。

### パラメータ
本作での武将の能力パラメータは「指揮」「知力」の2つと、「将星録」に比べると大幅に簡略化されている。適性は特技に吸収され、特技は全部で「騎馬」「鉄砲」「忍者」「水軍」「伏兵」「鼓舞」「奇襲」「城攻」となっている（水軍はパワーアップキットのみ）。ただし、隠しパラメータとして、義理（全滅時の逃亡、大名滅亡時に死亡等の確率に影響)が存在する。また、血縁武将の関係も存在し、大名滅亡時に血縁武将が城内に残っていた場合は死亡する（ただし、大名と血縁武将であっても、史実において謀反等で知られる武将はその限りではない）。

### パワーアップキット
パワーアップキット版での追加点は次の通り。
- 変動勢力圏システム（部隊規模に応じて勢力圏・移動力が変化する）
- 「信長包囲網」「決戦関ヶ原」など、計10本の新シナリオの追加
- 新武将「いにしえ武将」を追加
- 小人数対戦向けから多人数対戦向けまで、新マップの追加
- 武将をランダムに配置する「仮想モード」、登録したチーム間で勝敗を争う「チーム対抗戦」などの追加
- 初期同盟の設定追加
- インターフェイスの改善

## その後
本作には「1プレイ終了までに時間が掛かる」、「途中で滅亡したプレイヤーは以後ゲームに一切参加できなくなる」など欠点も多い。参加者の時間的都合などで途中で抜ける、更にはゲーム自体を中断、ということも頻繁にある。最後までプレイできた場合でも残っているのは8人でプレイした場合でも2人で、残り6人は以降一切ゲームには参加できない。また大名選択で大きく有利不利が決定される部分もある。その他、参加者のマナーの問題、ネット対戦ゲーム共通の接続の問題に関しては本作も例外ではない。
これらの欠点を補う手段の一つとして、プレイヤー間で独自にルールなどを決めての対戦も行われている。
2003年1月29日を以ってゲーム発売当初のロビーサーバでのサービスは終了し、「Dynasty Lobby」という『三國志Battlefield』で使われているサーバでのサービスに移行した。旧サーバは無料で使えたのに対し、現サーバは月額利用料が必要となっている。なお現サーバを使うには別途アプリケーションが必要だが、単体では配布されていないため、『三國志Battlefield』の製品版または体験版をインストールする必要がある。
2013年11月13日、『三國志Battlefield』『三國志Internet』と共に、「Dynasty Lobby」でのサービスを終了し、ネット対戦そのものがサービス終了となったが、一部のユーザーがIRCを使用してのネットワーク対戦を継続している。